# Фелісіті (фільм)
«Фелісіті» (англ. Felicity) — австралійський сексплуатаційний фільм 1979 року сценариста і режисера Джона Д. Ламонда з канадською актрисою Глорі Аннен у головній ролі.

## Сюжет
Юна дівчина Фелісіті Робінсон навчається у віддаленій школі-інтернаті римо-католицької церкви та шукає розваг в еротичних романах, такими як «Історія O» та «Еммануель», та в лесбійських стосунках зі подругою Дженні (Джоді Хенсон).
Батько Фелісіті організовує їй відпустку в Гонконзі, де вона зупиняється в заможного подружжя, Крістін (Мерилін Роджерс) та Стівена (Гордон Чарльз).
Крістін знайомить Фелісіті з різними аспектами сексуального життя і організовує вечірку, де знайомить її зі своїм другом Ендрю, який її зваблює. Після вечірки в особняку подружжя бере Фелісіті в поїздку машиною, під час якої вони роблять зупинку й позбавляють Фелісіті цноти. Далі дівчина знайомиться з розпусницею Ме Лінг (Джоні Флінн), яка спонукає Фелісіті до нових задоволень. З часом дівчина закохується в Майлза (Кріс Мілн), який рятує її від китайських бандитів.

## Акторський склад
- Глорі Аннен — Фелісіті Робінсон
- Кріс Мілн — Майлз
- Джоні Флінн — Ме Лінг
- Джоді Генсон — Дженні
- Мерилін Роджерс — Крістін
- Гордон Чарльз — Стівен
- Джон Майкл Гаусон — Адріан, продавець білизни
- Девід Бредшоу — Ендрю
- Крістін Калкатт — черниця
- Джон Д. Ламонд — Підглядаючий Том Гарденер / Чоловік у кіно

## Виробництво
Ламонд хотів зняти кіно в дусі фільмів Жуста Жакена («Еммануель»):
|  | Французи завжди вміли робити свої фільми НЕ порнографічними, а еротичними. Вони були стильними — найбільше, що вони могли сказати, це „софткор“. І те, як вони це робили, коли створювали гарні зображення, які виглядали як телевізійна реклама Singapore Airlines, у них була гарна мода, хороші фотографії та гарна музика. І таким чином прикрасили, що зробили шоколад у коробці… Я подумав, добре, спосіб зробити це з бюджетом фільму — поїхати кудись в екзотичне місце. Переконатися, що люди хороші і не мають прищів. Ні в якому разі не будьте брудними, плюс гарна музика та екзотичні місця, гарне освітлення та гарний модний одяг. Тож, попри те, що це був крихітний фільм, ми приїхали в Гонконг і пошили для них весь одяг, щоб він сидів як слід. |

На Ламонда також вплинув «Світ Сюзі Вонг» (1960), що спонукало його зняти свій фільм у Гонконзі. Режисер мав намір зробити свій фільм одразу після «Австралії після темряви», але зрештою першим зняв «Азбуку кохання та сексу: Австралійський стиль». Ламонд стверджує, що на певному етапі режисером збирався бути Джордж Міллер, але він хотів спрямувати фільм в іншому напрямку.
Ламонд отримав інвестиції від Roadshow Pictures, а потім спробував отримати фінансування від урядових кіноорганізацій. Вони відмовилися, хоча АФК запропонував позичити йому 40 тисяч доларів, але Ламонд не хотів бути їм зобов'язаним. Він створив пайовий трест і продав сотню акцій по 1250 доларів кожна, які люди могли купити в будь-якій кількості, і фільм був повністю знятий на приватні кошти.
Головну роль одержала канадська акторка Глорі Аннен, яка проживала в Лондоні.
Фільм знято в 1977 році. IMDb повідомляє, що перші сцени були зняті у спільноті артистів Монсальват, у передмісті Мельбурна, сцена на вокзалі — у Гілсвілі, за близько 65 км від Мельбурна. Інші сцени зняті в Гонконзі та в студії в Нунавадінгу, теж у передмісті Мельбурна; коли до Гонконгу наближався тайфун, Ламонд на кілька днів перемістив знімальну групу на острів Лорд-Гав. За словами режисера, фільм знятий у «стилі реклами Singapore Airlines та „Еммануель“», за допомогою «протитуманних фільтрів № 3 і так далі. Це надає фільму гарний, респектабельний вигляд».
Бюджет фільму склав 170,000 австралійських доларів, прокат у Австралії набрав 532,000 австралійських доларів. Фільм було знято за рахунок приватних коштів. Режисер Ламонд створив фонд і продав сто паїв по 1250 доларів, щоб зібрати необхідну суму, оскільки державні кіноорганізації відмовили у фінансуванні.

## Факти
- В одній зі сцен герої йдуть у кінотеатр, де дивляться інший фільм Ламонда «Азбуку кохання та сексу: Австралійський стиль». Ламонд описує це як «чисту економічну необхідність у стилі Роджера Кормана»[9].
- Ламонд планував зняти продовження фільму під назвою «Фелісіті в саду насолод», але через суперечки фільм так і не зняли[9].